# 麻生れいみ
麻生 れいみ（あそう れいみ、1964年2月9日 - ）は、日本の管理栄養士、料理研究家。

## 人物・経歴
大手出版会社の編集・ライターを経て、服部栄養専門学校栄養士科を卒業。2021年、東京医療保健大学大学院に在籍し、医療栄養学研究に勤しむ。2023年東京医療保健大学大学院修了、医療栄養学修士。
テレビ・雑誌・ラジオ等での活動、著書本の累計は100万部。俳優の中川大志とは、遠戚にあたる。

## エピソード
- 「夏は冷しゃぶ、冬は鍋」の食事で、健康的に20キログラム (kg)の減量に成功。 当時、流行していたダイエット法と違っていたため、疑問を抱き栄養学を学ぶ[1]。
- 2018年、ゆりやんレトリィバァのダイエットを指導、10日間で8.3 kgの減量を成功させる。
- 伊勢ヶ濱部屋の栄養指導に携わる[6][7]。
- 2023年3月17日の日経xwomanで「学生時代はずっと美術を学んでいて、中高は女子美術大学付属、大学は武蔵野美術短期大学。卒業後はファッション系の雑誌編集の仕事。20代後半で退社して子供服と雑貨の店を開店。ダイエットに成功した経験がきっかけで、栄養学の勉強を始める。ただし、栄養学の道で食べていくことを決意したわけではなく、純粋に栄養学を学びたかった」と述べている。管理栄養士としてロカボダイエット、ケトジェニックダイエットを世の中に広めた立役者でもある。服部栄養専門学校の学生時代には虫垂炎や子宮筋腫などの健康問題に直面し、手術を受ける必要があったが、偶然が重なり学業を妨げないように手術を受けられた。卒業後、管理栄養士養成施設での実務経験を積み、管理栄養士の試験に合格するために勉強を続けた。さらに、病気との関係にも興味を持ち、東京医療保健大学大学院で医療栄養学を学んでいる。自分が今まで経験してきたことが無駄になっていないと考え、過去の経験を生かしながら新たなことに挑戦することを決意している[4]。

## 著書
- 『20kgやせた! 糖質オフ入門 最新版(TJMOOK)』宝島社、2024年2月
- 『一皿でしっかり栄養がとれる！70歳からの1人分レンチンおかず』PHP研究所、2023年6月
- 『東北大式！毎日おいしい「腎機能改善」レンチンおかず』PHP研究所、2022年9月
- 『1日1杯で血圧が下がる！降圧ドリンク』PHP研究所、2022年6月
- 『疲れない体を手に入れる　女性のための鉄分ごはん80』PHP研究所、2021年10月
- 『オイルをたせば脂肪が燃える! 麻生れいみ式ケトンアダプト食事法』主婦の友社、2020年06月
- 『管理栄養士が伝える　長生き食事術　人生１００年時代の「新・栄養学」入門』光文社新書、2020年4月
- 『3 キロ体重リセットは簡単! 5 日だけゆる断食! インターバルダイエット』SDP、2020年01月
- 『20kgやせた! 糖質オフの肉野菜炒め (TJMOOK)』宝島社、2020年01月
- 『体が変わる! 主食がわりの大豆レシピ (主婦の友生活シリーズ)』主婦の友社、2019年07月
- 『麻生れいみ式 いつ会っても若い人の食べ方の新常識』主婦の友社、2019年05月
- 『10歳若返る！オイル活用術』光文社、2019年4月
- 『20kgやせた! 糖質オフ入門 (TJMOOK 知恵袋BOOKS)』宝島社、2019年03月
- 『20kgやせた! 麻生式ダイエット 1週間チャレンジ! (TJMOOK)』宝島社、2019年01月
- 『20kgやせた! 麻生式糖質量ハンドブック (TJMOOK)』宝島社、2019年01月
- 『「ごはん」は最後に食べなさい』マガジンハウス、2018年11月
- 『ボケないレシピ』光文社、2018年10月
- 『20kgやせた！ 10分ごはん』宝島社、2018年7月
- 『レシピブログ 大人気の糖質オフレシピBEST100』(監修)宝島社、2018年5月
- 『栄養素を捨てない食べ方』(監修)えい出版、2018年1月
- 『糖質と血糖値の教科書』GB、2017年12月
- 『20㎏やせた!糖質オフ弁当』宝島社、2017年9月
- 『50歳からでも「やせ体質」になる！　作りおきおかず 』PHP研究所、2017年8月
- 『免疫栄養ケトン食でがんに勝つレシピ』光文社、2017年8月
- 『脂肪と疲労をためるジェットコースター血糖の恐怖 : 人生が変わる一週間断糖プログラム』講談社、2017年4月
- 『20kgやせた！ レンチンおかず』宝島社、2017年4月
- 『20kgやせた！ 作りおきおかず』宝島社、2016年12月
- 『麻生れいみ式ロカボダイエット : 1週間だけ本気出して、スルッと20キロ減！』ワニブックス、2016年6月
- 『作りおきでやせぐせがつく糖質オフバイブル』主婦の友社、2016年3月

## メディア出演

### レギュラー出演
- BS11「食と健康の知恵袋～えがおで元気な毎日を～」[8]（2018年1月~2018年6月）

### テレビ
- 日本テレビ「DayDay.」[9]
- テレビ東京「主治医が見つかる診療所」[10]
- テレビ東京「ソレダメ！ ～あなたの常識は非常識！？～」[11][12]
- フジテレビ「梅沢富美男のズバッと聞きます！」[13][14]
- NHK「ごごナマ」[15]
- NHK「あさイチ」[16]

- TBSテレビ「ビビット」[17]
- TBSテレビ「Ｎスタ」[18][19]
- TBSテレビ「あさチャン！」[20]
- 読売テレビ「朝生ワイドす・またん！」[21]
- NHKテレビ「おはよう日本」[22]
- TBSテレビ『ゴゴスマ』[23]
- テレビ東京「Ｌ4YOU!」
- テレビ東京「ABChanZoo」[24]
- NHKEテレ「あしたも晴れ！人生レシピ」[25]
- フジテレビ「潜入！リアルスコープ-SDGsな食卓SP-」[26]
- CBCテレビ「健康カプセル！ゲンキの時間」[27]
- フジテレビ「全力！脱力タイムズ」[28]

### ラジオ
- J-WAVE「STEP ONE『SAWAI SEIYAKU SOUND CLINIC』」[29]

- J-WAVE「wondervision」[30]
- ＴＢＳラジオ「ナイツのちゃきちゃき大放送」[31]
- J-WAVE「POP UP」[32]
- ふくしまFM「氏家秀太のサタデーブレイク」
- FMぬまづ「氏家秀太のFeaturing the best」

### CM
- 20kgやせた！ レンチンおかず（宝島社）2017年[33]
- 森永おいしいコラーゲンドリンク（森永製菓）2013年

### 広告
- 「極ZERO 爽快ゼロ」（サッポロビール)2018年[34]
- 「麻生れいみさんのギルトフリーレシピ」（マルコメ株式会社）[35]